# Молодіжний чемпіонат Європи з футболу 1996
Чемпіонат Європи з футболу 1996 серед молодіжних команд — міжнародний футбольний турнір під егідою УЄФА серед молодіжних збірних команд країн зони УЄФА. Переможцем турніру стала молодіжна збірна команда Італії, яка у фіналі перемогла молодіжну збірну Іспанії 1:1 по пенальті 4:2.

## Кваліфікувались до фінальної частини
| Країна     | Групи   | Попередні турніри                                        |
| ---------- | ------- | -------------------------------------------------------- |
| Франція    | Група 1 | 5 (1982, 1984, 1986, 1988, 1994)                         |
| Іспанія    | Група 2 | 5 (1982, 1984, 1986, 1988, 1990)                         |
| Угорщина   | Група 3 | 3 (1978, 1980, 1986)                                     |
| Італія     | Група 4 | 9 (1978, 1980, 1982, 1984, 1986, 1988, 1990, 1992, 1994) |
| Чехія      | Група 5 | 6 (19781, 19801, 19881, 19901, 19921, 19941)             |
| Португалія | Група 6 | 1 (1994)                                                 |
| Німеччина  | Група 7 | 11 (19822, 19842, 19882, 19902, 1992)                    |
| Шотландія  | Група 8 | 4 (1980, 1982, 1984, 1988)                               |

1 як Чехословаччина
2 як ФРН

## Чвертьфінали

### Перші матчі
| 12 березня 1996 |

| Угорщина                             | 2–1      | Шотландія        |
| ------------------------------------ | -------- | ---------------- |
| Карой Шаньо 14' Габор Завадський 79' | Протокол | Стівен Гласс 34' |

| Уллоі Ют, Будапешт Глядачів: 15.000 Арбітр: Ришард Вуйцик (Польща) |

| 13 березня 1996 |

| Німеччина | 0–0      | Франція |
| --------- | -------- | ------- |
|           | Протокол |         |

| Бремер Брюке, Оснабрюк Глядачів: 20.000 Арбітр: Руне Педерсен (Норвегія) |

| 13 березня 1996 |

| Португалія   | 1–0      | Італія |
| ------------ | -------- | ------ |
| Порфіріу 18' | Протокол |        |

| Ештадіу да Луж, Лісабон Глядачів: 25.000 Арбітр: Маркус Мерк (Німеччина) |

| 13 березня 1996 |

| Іспанія             | 2–1      | Чехія      |
| ------------------- | -------- | ---------- |
| Дані 28' Прієто 41' | Протокол | Шміцер 50' |

| Нуево Лос Карменес, Гранада Глядачів: 22.000 Арбітр: Мішель Піро (Бельгія) |

### Матчі-відповіді
| 26 березня 1996 |

| Шотландія                                  | 3–1      | Угорщина          |
| ------------------------------------------ | -------- | ----------------- |
| Дейллі 42' Джим Гамільтон 84' Доннеллі 86' | Протокол | Габор Егрессі 30' |

| Істер Роуд, Единбург Глядачів: 9.143 Арбітр: Руне Педерсен (Норвегія) |

| 26 березня 1996 |

| Франція                       | 4–1      | Німеччина            |
| ----------------------------- | -------- | -------------------- |
| Пірес 28', 32' Моріс 41', 70' | Протокол | Нерлінгер 76' (пен.) |

| Муніципальний, Мец Глядачів: 24.077 Арбітр: П'єрлуїджі Пайретто (Італія) |

| 27 березня 1996 |

| Італія                   | 2–0      | Португалія |
| ------------------------ | -------- | ---------- |
| Вієрі 41' Пейше 55' (аг) | Протокол |            |

| Ла Фаворіта, Палермо Глядачів: 16.543 Арбітр: Давид Еллері (Англія) |

| 27 березня 1996 |

| Чехія      | 1–2      | Іспанія        |
| ---------- | -------- | -------------- |
| Вагнер 54' | Протокол | Рауль 71', 89' |

| Страгов стадіон, Прага Глядачів: 12.000 Арбітр: Алан Сар (Франція) |

## Півфінали
| 28 травня 1996 17:30 |

| Італія    | 1–0      | Франція |
| --------- | -------- | ------- |
| Тотті 49' | Протокол |         |

| Олімпійський стадіон ім. Люїса Кумпаньша, Барселона Глядачів: 1,500 Арбітр: Петер Міккельсен (Данія) |

| 28 травня 1996 20:00 |

| Іспанія             | 2–1      | Шотландія   |
| ------------------- | -------- | ----------- |
| Оскар 26' Пенья 35' | Протокол | Маршалл 28' |

| Олімпійський стадіон ім. Люїса Кумпаньша, Барселона Глядачів: 15,500 Арбітр: Руне Педерсен (Норвегія) |

## Матч за 3-є місце
| 31 травня 1996 |

| Франція  | 1–0      | Шотландія |
| -------- | -------- | --------- |
| Моро 50' | Протокол |           |

| Олімпійський стадіон ім. Люїса Кумпаньша, Барселона Глядачів: 2.000 Арбітр: Кароль Інрінг (Словаччина) |

## Фінал
| 31 травня 1996 |

| Італія    | 1–1      | Іспанія   |
| --------- | -------- | --------- |
| Тотті 11' | Протокол | Рауль 42' |

| Олімпійський стадіон ім. Люїса Кумпаньша, Барселона Глядачів: 34.600 Арбітр: Гюнтер Бенке (Австрія) |

|                                            |     | Пенальті                           |  |
| Пануччі · Пістоне · Фрезі · Неста · Морфео | 4–2 | Пенья · Педро · Арансабаль · Рауль |  |

| Євро-1996 (U-21) |
| ---------------- |
| Італія 3-й титул |